# Барьер Израиль — сектор Газа

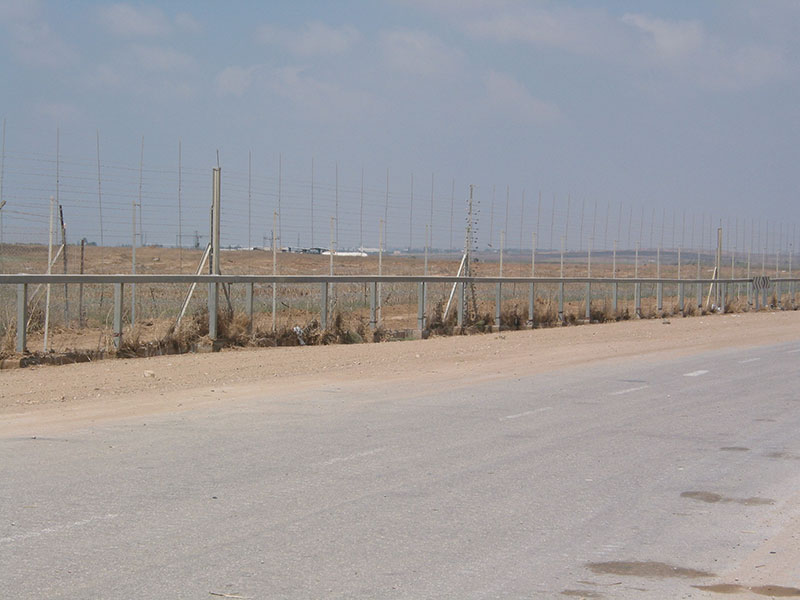
Граница Израиля с сектором Газа близ КПП Карни

Барьер Израиль — сектор Газа — пограничные заграждения на границе Израиля и сектора Газа, построенные с целью укрепления безопасности границ Израиля с сектором Газа и противодействия терроризму и контрабанде.

## Описание
Граница закрыта железобетонными заграждениями фрагментального типа с колючей проволокой. Барьер также оснащён датчиками и буферными зонами по всей территории границы сектора Газа с Израилем.
На границе Израиля и сектора Газа насчитывается шесть пограничных КПП:
- КПП Эрез (основной)
- КПП Керем Шалом (только для грузов)
- КПП Суфа (только для грузов)
- КПП Киссуфим (закрыт с августа 2005 года)
- КПП Карни (только для грузов, закрыт с 2011 года)
- КПП Нахаль-Оз (топливный терминал, закрыт с 2011 года)

На границе между Египтом и сектором Газа действует КПП Рафиах, до 2005 года контролировавшийся Израилем.

## История

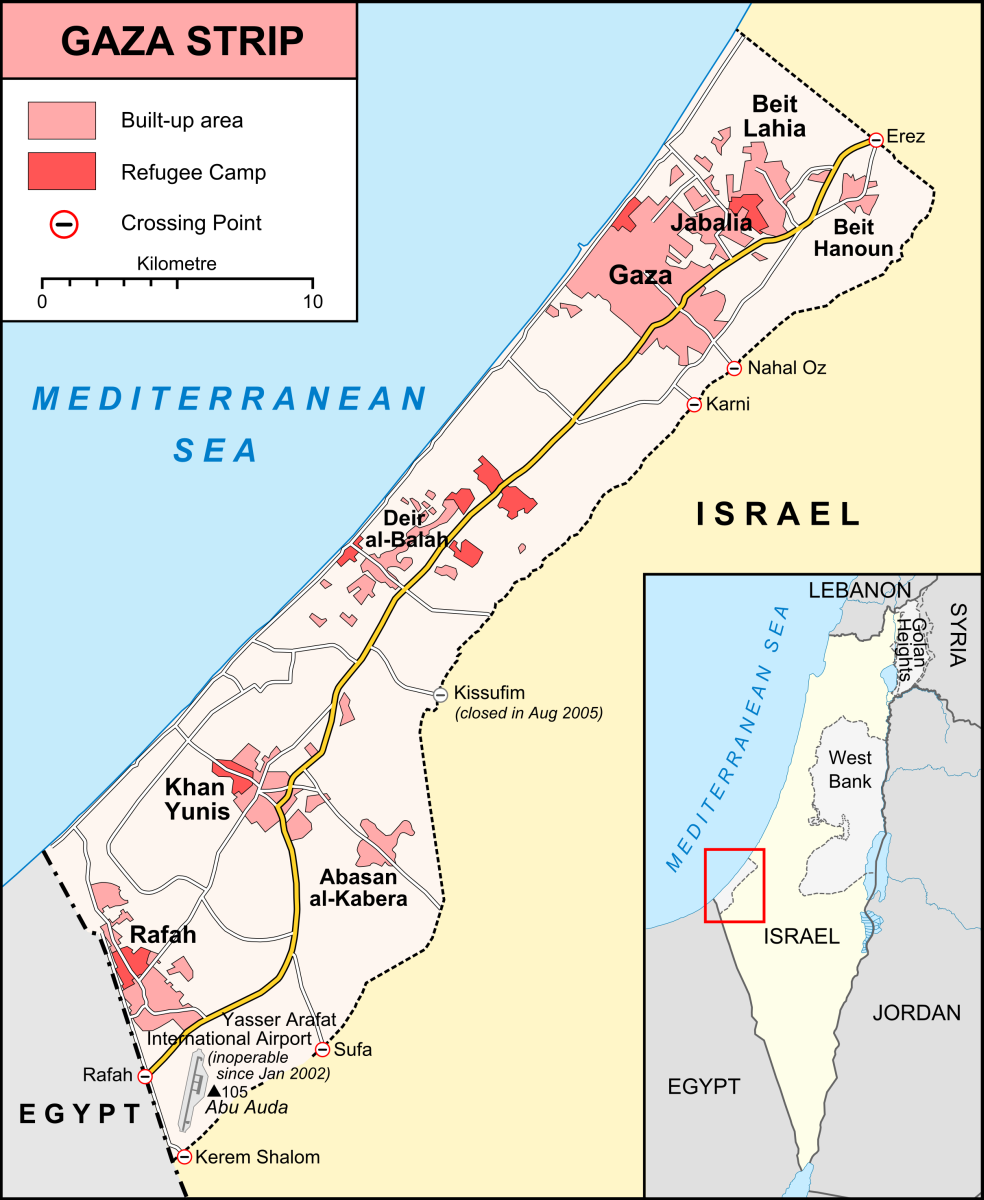
Сектор Газа

Начало строительсту барьера было положено в 1993 году 
В июне 2006 года палестинские боевики использовали 800-метровый туннель, прорытый под заграждением на территорию Израиля, для того, чтобы убить двух израильских солдат и захватить в плен капрала Гилада Шалита.
Во время нападения ХАМАС на Израиль в 2023 году барьер был частично разрушен техникой палестинцев со стороны сектора Газа.